# 木村重信
木村 重信（きむら しげのぶ、1925年8月10日 - 2017年1月30日）は、日本の美術学者（民族芸術学・近現代美術史）。大阪大学名誉教授、京都市立芸術大学名誉教授、兵庫県立美術館名誉館長。位階は従四位。勲等は勲三等。京都市立美術大学美術学部教授、大阪大学文学部教授、国立国際美術館館長、兵庫県立美術館館長などを務めた。

## 経歴

### 生い立ち
1925年、京都府綴喜郡青谷村（現：城陽市）の宇治茶問屋・丸京山城園製茶場の経営者であった木村重太郎とトヨの二男として出生。姉、兄、弟、妹6人兄弟の3番目であった。青谷小学校を経て、京都市立第一商業学校を優等生で卒業。優等賞として寺内製の腕時計を授与された。1943年4月に名古屋高等商業学校に入学、在学中の1944年4月1日に名古屋経済専門学校と改称され、学徒動員により繰上げ卒業となった。
1944年10月、特別甲種幹部候補生（特甲幹）として豊橋陸軍予備士官学校入校、陸軍伍長任官。野外訓練で腕時計を紛失、隊友達も協力して捜したが見つからなかった。1945年3月に陸軍軍曹、6月に成績優等として卒業すると共に陸軍曹長となり見習士官を命ぜられて広島師管区の歩兵補充隊に配賦とされた。本籍が京都であったため、7月に京都師管区の歩兵補充隊へ異動の上、三重県志摩郡磯部村（現：志摩市磯部町）に本部を置く歩兵第442連隊へ到着、連隊旗手要員を拝命した。部隊は本土決戦の準備を行なっており、蛸壺構築などを続けた。終戦を迎えた後に陸軍少尉へと任官、9月に一般の将兵が復員してゆく中、米軍の命令を受け武器、弾薬の引渡しなど残務処理に追われ、自身の復員は10月となった。
復員後、名古屋経済専門学校に復学。その後、京都大学文学部哲学科美学美術史専攻に進学し、1949年に卒業。

### 美術学者として
1953年、京都市立美術大学講師に就いた。1956年から1957年までソルボンヌ大学民族学研究所に留学。1958年に助教授昇格。1969年、京都市立芸術大学美術学部教授となった。1974年に退任し、後に同大学名誉教授となった。その後は大阪大学文学部教授として教鞭を執った。1975年、学位論文『美術の始源』を大阪大学に提出して文学博士号を取得。1976年からは国立民族学博物館併任教授を兼ねた。1989年に大阪大学を定年退官し、名誉教授となった。その後は、大阪府顧問を務め、1992年に国立国際美術館館長に就任。また、兵庫県立美術館長を務めた。
フィールドワーク「大サハラ学術探検」
在任中は、世界各地で多くのフィールドワークを行った。1967年から1968年には、「京都大学 大サハラ 学術探検」(総隊長・山下孝介)に参加。これは木村重信が企画し、講談社創業60周年とフジテレビ開局10周年の事業にドッキングしたもので、費用はすべて民間企業の寄付によって賄われた。全隊員の調査報告および記録は『大サハラ：京都大学大サハラ探検隊』(講談社)として1969年に刊行された。フジテレビが「大サハラ」というタイトルで1969年1月～3月に13回にわたり放映。産経新聞が「サハラ砂漠─京大学術探検隊とともに」を1968年1月～2月に30回にわたって連載。
フィールドワーク「大阪大学南太平洋学術調査・交流事業」
1985年から1986年には、「大阪大学 南太平洋学術調査・交流事業」(委員長・木村重信)を企画実施。この事業は大阪大学創立50周年記念事業として企画された。『南から新しい光が：大阪大学創立50周年記念 南太平洋学術調査写真集』（講談社）が1986年6月に市販書として刊行された。
学界では民族芸術学会名誉会長。2017年に卒去。

## 受賞・栄典
- 1966年：『カラハリ砂漠』で毎日出版文化賞を受賞
- 1991年：大阪文化賞を受賞
- 1998年：勲三等旭日中綬章を受章[5]
- 1999年：京都市文化功労者
- 2001年：兵庫県文化賞を受賞[6]

## 研究内容・業績
専門は美学のうち、民族芸術学、近現代美術史。

## 家族・親族
- 父：木村重太郎は宇治茶問屋・丸京山城園製茶場の経営者。
- 兄：木村庄助。太宰治『パンドラの匣』の底本となった日誌の書き手・木村庄助である。津島美知子から返却された日誌は重信の編纂で刊行された。
- 弟：木村草弥は歌人。丸京山城園製茶場の経営者を継いだ。

## 著作
著書
- 『現代絵画の変貌』三一書房 1958
- 『原始美術論』三一書房 三一新書 1959
- 『洞窟の美術 美の誕生をめぐって』社会思想研究会出版部[7] 1960
- 『アフリカ美術』(世界美術全集 別巻4)講談社 1964
- 『先史美術 世界美術1』講談社 1965
- 『アフリカ・オセアニア美術』(世界美術 24)講談社 1966
- 『カラハリ砂漠 アフリカ最古の種族ブッシュマン探検記』講談社 1966
  - 文庫化
- 『現代絵画の解剖』鹿島研究所出版会[8](SD選書) 1967
- 『エコール・ド・パリ』毎日新聞社 1967
- 『先史岩壁画：西洋絵画 (1)』美術出版社 1969
- 『アフリカ美術探険 一万年の美術史を探る』講談社 1969
- 『美術の始源』新潮社 1971
- 『はじめにイメージありき 原始美術の諸相』岩波新書　1971
- 『モダン・アートへの招待』講談社現代新書 1973
- 『先史・アフリカ・オセアニア美術 大系世界の美術1』学習研究社 1973
- 『豊後の石仏』写真・片山摂三 平凡社 1973
- 『東洋のかたち 美意識の探究』1975 (講談社現代新書)
- 『人間にとって芸術とは何か』1976 新潮選書
- 『AFRICAN ARTS』アフリカン・アーツ・アソシエーション 1977
- 『永遠回帰の美 アルカイック美術探検ノート』講談社 1979
- 『ヴィーナス以前』1982 中公新書
- 『サハラの岩面画 タッシリ・ナジェールの彩画と刻画』門田修写真、日本テレビ放送網 1983
- 『右往左往』編集工房ノア(ノア叢書) 1984
- 『美の源流 先史時代の岩面画』くもん出版 1984
- 『上方美の探訪：たとえば京の着だおれ大阪の食いだおれ』講談社 1984
- 『巨石人像を追って 南太平洋調査の旅』日本放送出版協会（NHKブックス）1986
- 『民族芸術への招待』日本放送出版協会（NHK市民大学）1986
- 『先史の世界 世界の大遺跡第一巻』講談社 1987
- 『虚実空間に遊ぶ 関西美術家群像』講談社 1989
- 『失われた文明を求めて』KBI出版 1994
- 『民族美術の源流を求めて』NTT出版 1994
- 『世界美術史』朝日新聞社 1997
- 『美術史家地球を行く』ランダムハウス講談社 2008
- 『世界を巡る美術探検』思文閣出版 2012

著作集
- 『木村重信著作集』(全8巻) 思文閣出版 1999-2004

### 編著・共著
- 『原始の美』佐和隆研・谷田閲次共著 毎日新聞社 1956
- 『原始美術』(世界美術大系 1)岡本太郎・伊藤清司・吉川逸治共著、講談社 1963
- 『日本の文様 風月』吉田光邦、八木一夫共著 淡交社 1969
- 『大サハラ（京都大学大サハラ学術探検隊報告）』梅棹忠夫・大橋保夫・米山俊直ほか共著、講談社 1969
- 『甦る暗黒大陸』(沈黙の世界史 13)寺田和夫共著、新潮社 1970
- 『インドネシアの遺跡と美術』佐和隆研ほか共著、日本放送出版協会 1973
- 『三上誠画集』針生一郎共著、三彩社 1974
- 『文化の発見』(人間の世紀 3)高階秀爾・山崎正和ほか共著、潮出版社 1974
- 『原始の美術』(グランド世界美術 1)大江健三郎共著、講談社 1975
- 『須田国太郎画集』谷川徹三・乾由明ほか共編著、集英社 1975
- 『ミロ・カンディンスキー』(世界美術全集 34)遠山一行共著、小学館 1977
- 『版画集 前田藤四郎』村松寛共著、京都書院 1978
- 『辻晉堂陶彫刻作品集』辻晉堂共著、講談社 1978
- 『アフリカ古王国の秘密』(埋もれた古代都市 6)森本哲郎・川田順造ほか共著、集英社 1979
- 『八木一夫作品集』司馬遼太郎・乾由明・鈴木治共著、講談社 1980
- 『比較芸術学Ⅲ：芸術と宗教』山本正男・H・リュッツェラーほか共著、美術出版社 1981
- 『三尾公三画集：幻想空間』講談社 1981
- 『ミロ』(現代世界美術全集 25人の画家 24) 講談社 1981
- 『中村貞夫画集』第2巻 中村貞夫画集刊行会 1982
- 『早川良雄の世界：その情感と形状』麹谷宏共著、講談社 1985
- 『民族芸術学：その方法序説』梅棹忠夫ほか共編著、日本放送出版協会 1986
- 『南から新しい光が：大阪大学創立50周年記念　南太平洋学術調査写真集』講談社 1986
- 『小牧源太郎：シュルレアリスムの実証《貌》』河北倫明ほか共著、講談社 1987
- 『木田安彦の世界』下村良之介、田中一光共著 京都書院 1990
- 『名画への旅』第1～2、19～24巻 高階秀爾ほか共編著 講談社 1992
- 『清水九兵衛 野外彫刻作品』河北倫明共著、フジテレビギャラリー 1995
- 『斎藤眞成』小倉忠夫・ヤン・ド・マールほか共編著、京都書院 1998
- 『安藤忠雄の美術館・博物館』安藤忠雄ほか共著 美術出版社 2001
- 『秋野不矩展─創造の軌跡』岸田今日子・吉岡健二郎ほか共著、毎日新聞社 2003
- 『フゴッペ洞窟・岩面刻画の総合的研究』小川勝・トーマス・ハイドほか共著、中央公論美術出版 2003
- 『陶・山田光の世界』梅原猛ほか共著、世界思想社 2004
- 『木村庄助日誌：太宰治「パンドラの匣」の底本』編著 解説・浅田高明 編集工房ノア 2005
- 『韓国石像の源流を求めて：環太平洋の石像紀行』賈鍾壽共著、Book Korea 2011 （ハングル）

訳書
- 『永遠の現在 美術の起源』ジークフリート・ギーディオン著、江上波夫共訳 東京大学出版会 1968
- 『部族社会の芸術家』マリアン・W.スミス（英語版）編、岡村和子共訳、鹿島研究所出版会(SD選書)1973
- 『美術の歴史』H.W.ジャンソン（英語版）著、辻成史共訳、創元社 1980
- 『太陽神話』マダンジート・シン著、監修・翻訳 小川稔ほか共訳、講談社 1997
- 『西洋美術の歴史』H.W.ジャンソン、アンソニー・F.ジャンソン著、藤田治彦共訳、創元社 2001

### 記念論文集
- 『美のパースペクティヴ』辻成史ほか共著 木村重信退官記念論文集 鹿島出版会 1989